# Bhútán na letních olympijských hrách
Bhútán na letních olympijských hrách startuje od roku 1984. Tato nevelká, řídce obydlená země vysílá výpravy s nízkym počtem sportovců, kteří, až do tokijské olympiády, na kterou se lukostřelkyně Karma kvalifikovala svým výkonem, vždy získávali místo na pozvání Mezinárodního olympijského výboru za účelem větší pestrosti zúčastněných zemí. Toto je přehled účastí, medailového zisku a vlajkonošů na dané sportovní události.

## Účast na Letních olympijských hrách
| Dějiště LOH            | LOH      | Vlajkonoš            | Zlatá medaile | Stříbrná medaile | Bronzová medaile | Celkem |
| ---------------------- | -------- | -------------------- | ------------- | ---------------- | ---------------- | ------ |
| 1984 Los Angeles       | LOH 1984 | Thinley Dorji        |               |                  |                  | 0      |
| 1988 Soul              | LOH 1988 | Pema Tshering        |               |                  |                  | 0      |
| 1992 Barcelona         | LOH 1992 | Jubzang Jubzang      |               |                  |                  | 0      |
| 1996 Atlanta           | LOH 1996 | Jubzang Jubzang      |               |                  |                  | 0      |
| 2000 Sydney            | LOH 2000 | Jubzang Jubzang      |               |                  |                  | 0      |
| 2004 Athény            | LOH 2004 | Tshering Chodenová   |               |                  |                  | 0      |
| 2008 Peking            | LOH 2008 | Tashi Peljor         |               |                  |                  | 0      |
| 2012 Londýn            | LOH 2012 | Šerab Zam            |               |                  |                  | 0      |
| 2016 Rio de Janeiro    | LOH 2016 | Lenchu Kunzang       |               |                  |                  | 0      |
| 2020 Tokio             | LOH 2020 | Karma, Sangay Tenzin |               |                  |                  | 0      |
| 2024 Paříž             | LOH 2024 |                      |               |                  |                  | x      |
| Celkem                 | 10       |                      | 0             | 0                | 0                | 0      |
| Zdroj na Olympedia.org |          |                      |               |                  |                  |        |